# پارک تننو کاوا
پارک تننو کاوا (به ژاپنی: 天王川公園) یک پارک است که در تسوشیما، آیچی در استان آیچی، ژاپن واقع شده‌است. جشن تننو هر ساله در ماه ژوئیه در این پارک برگزار می‌شود.

## نگارخانه

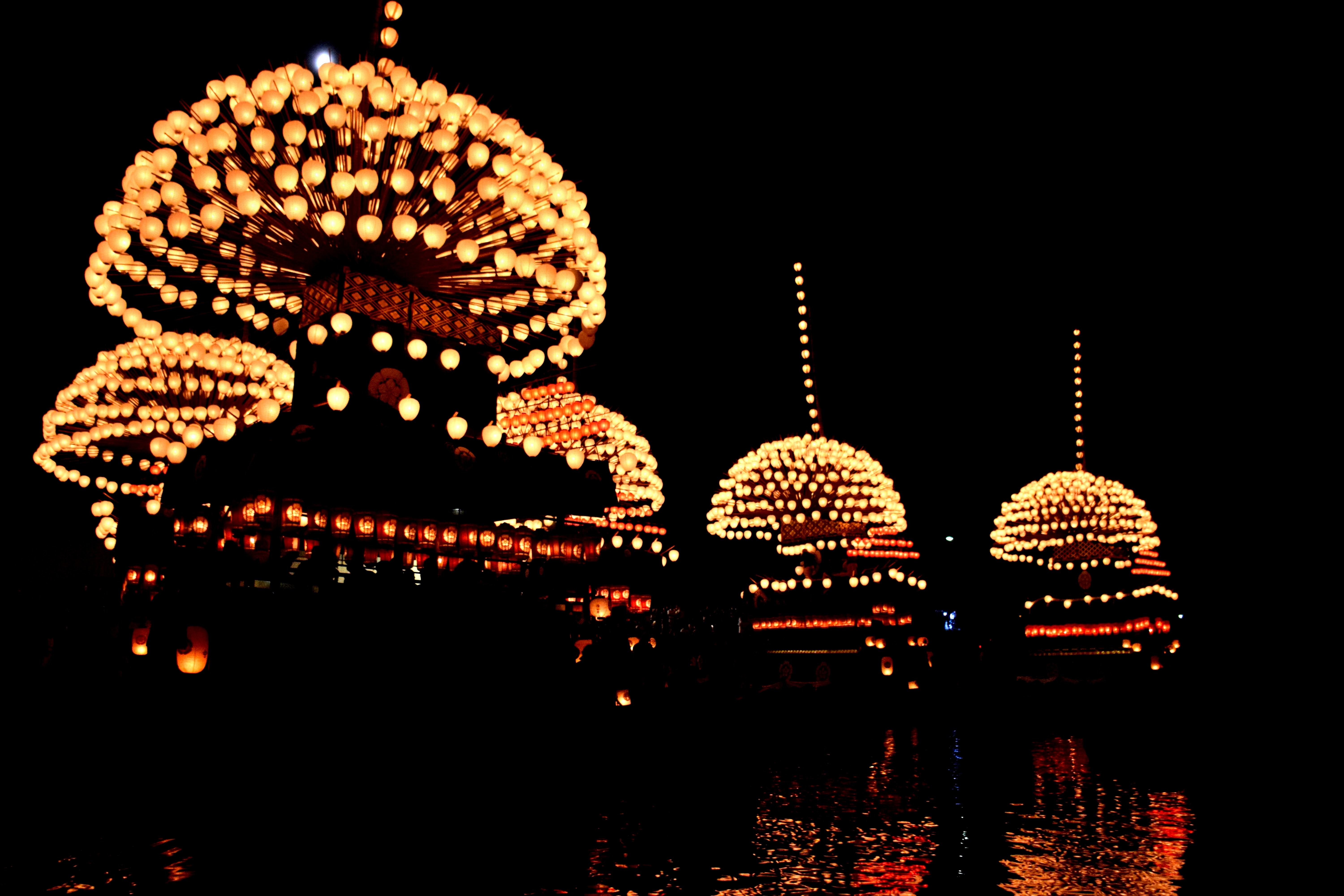
جشن تننو در ماه ژوئیه
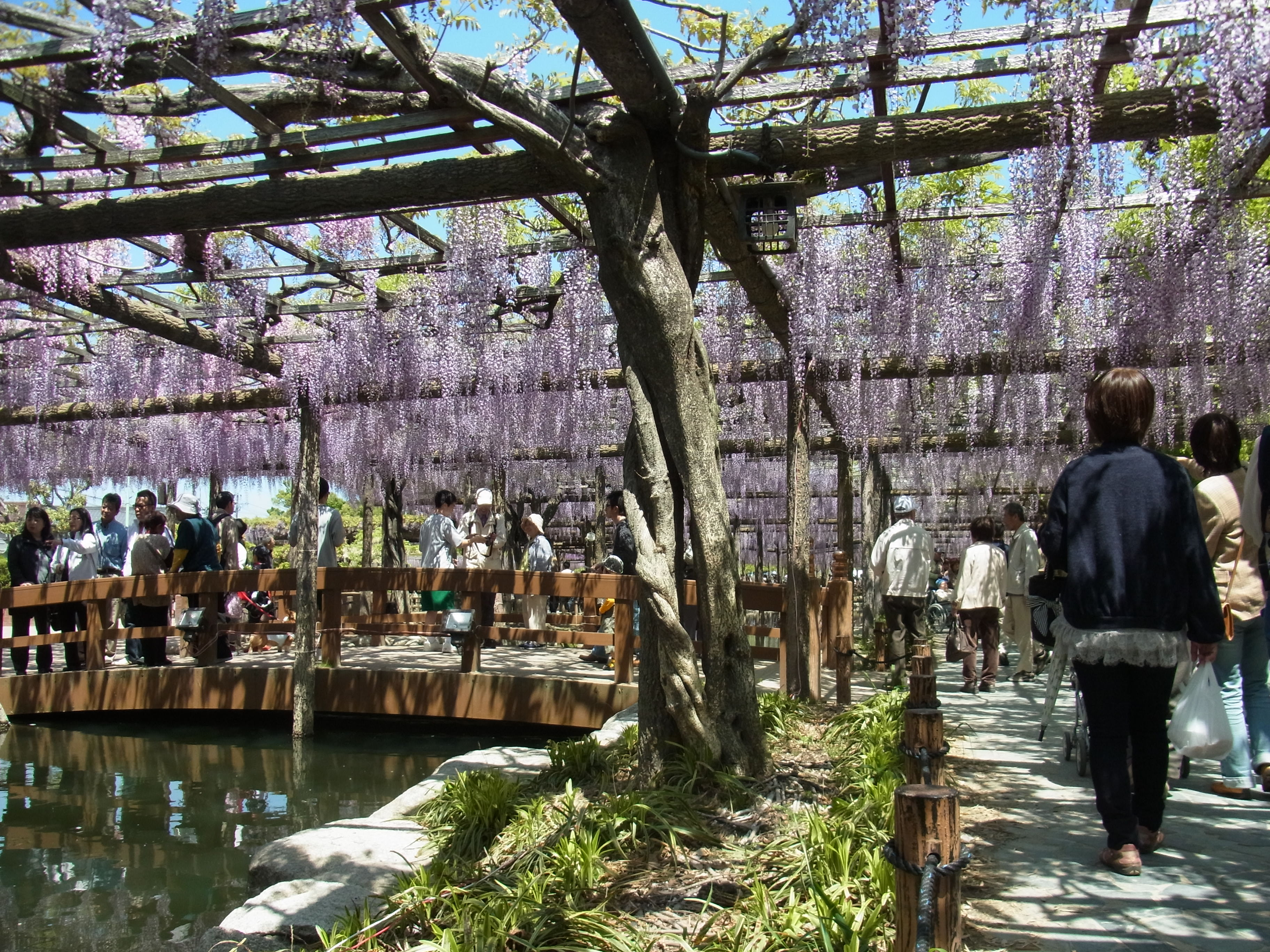
جشن گل فوجی در ماه آوریل
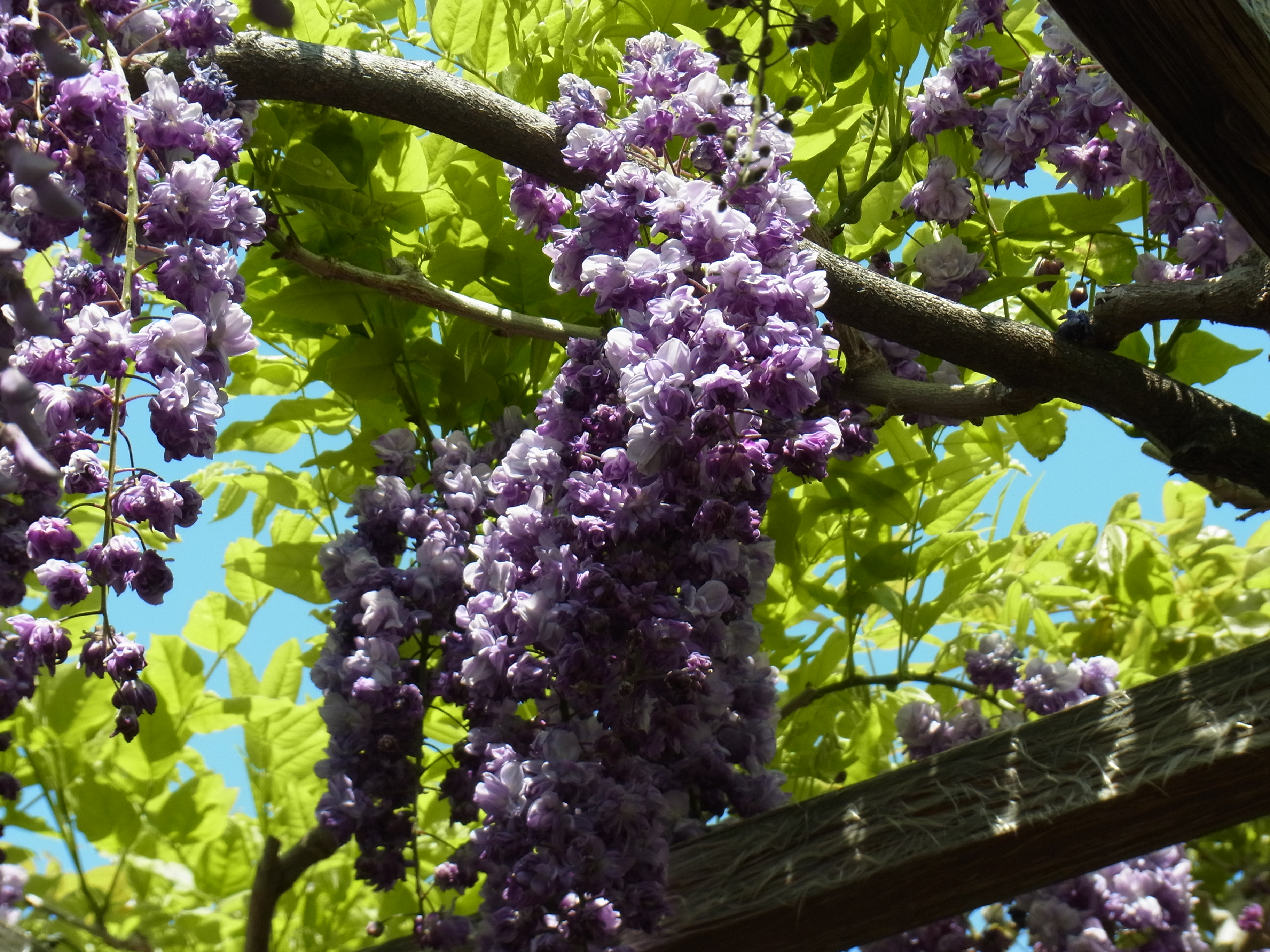
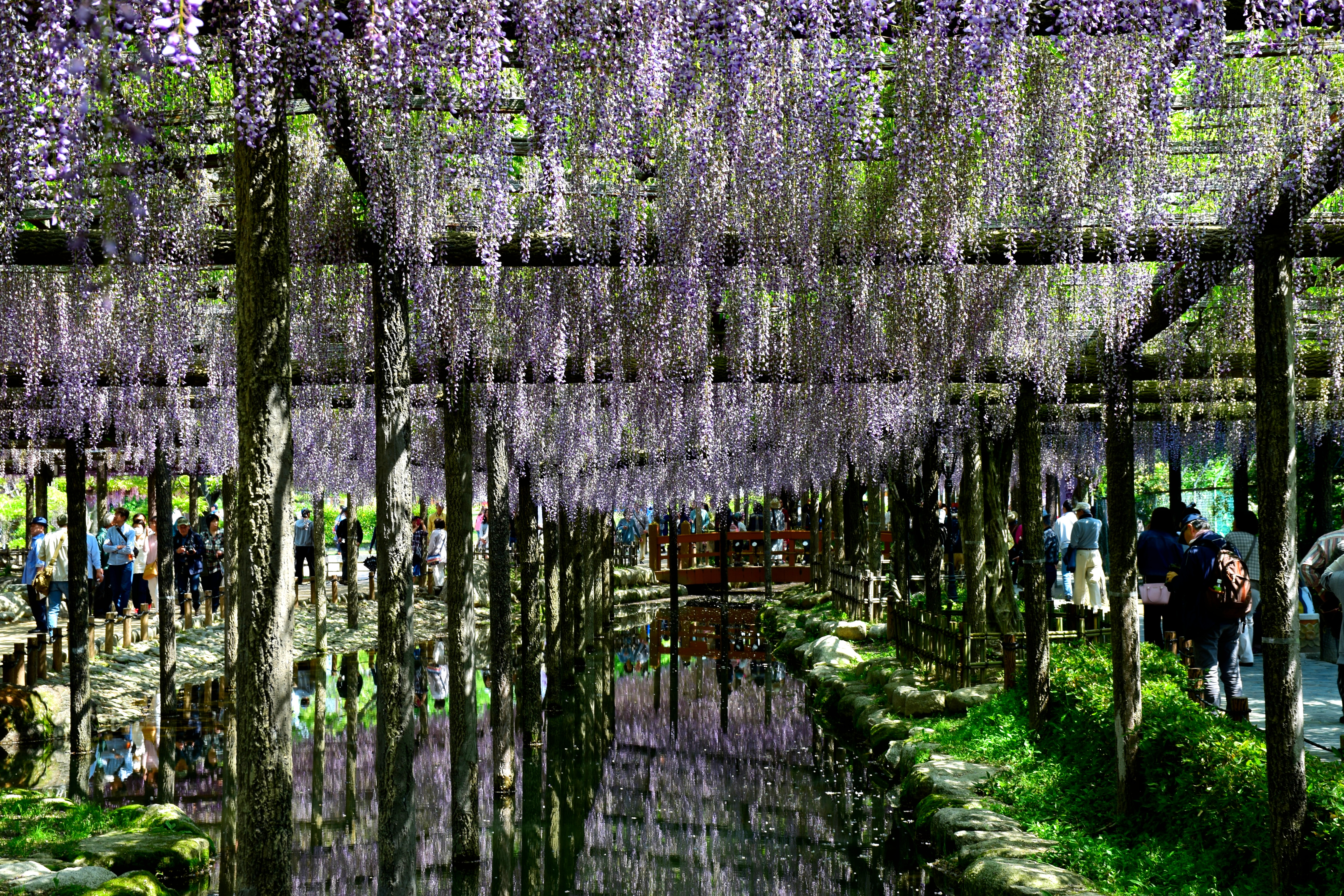
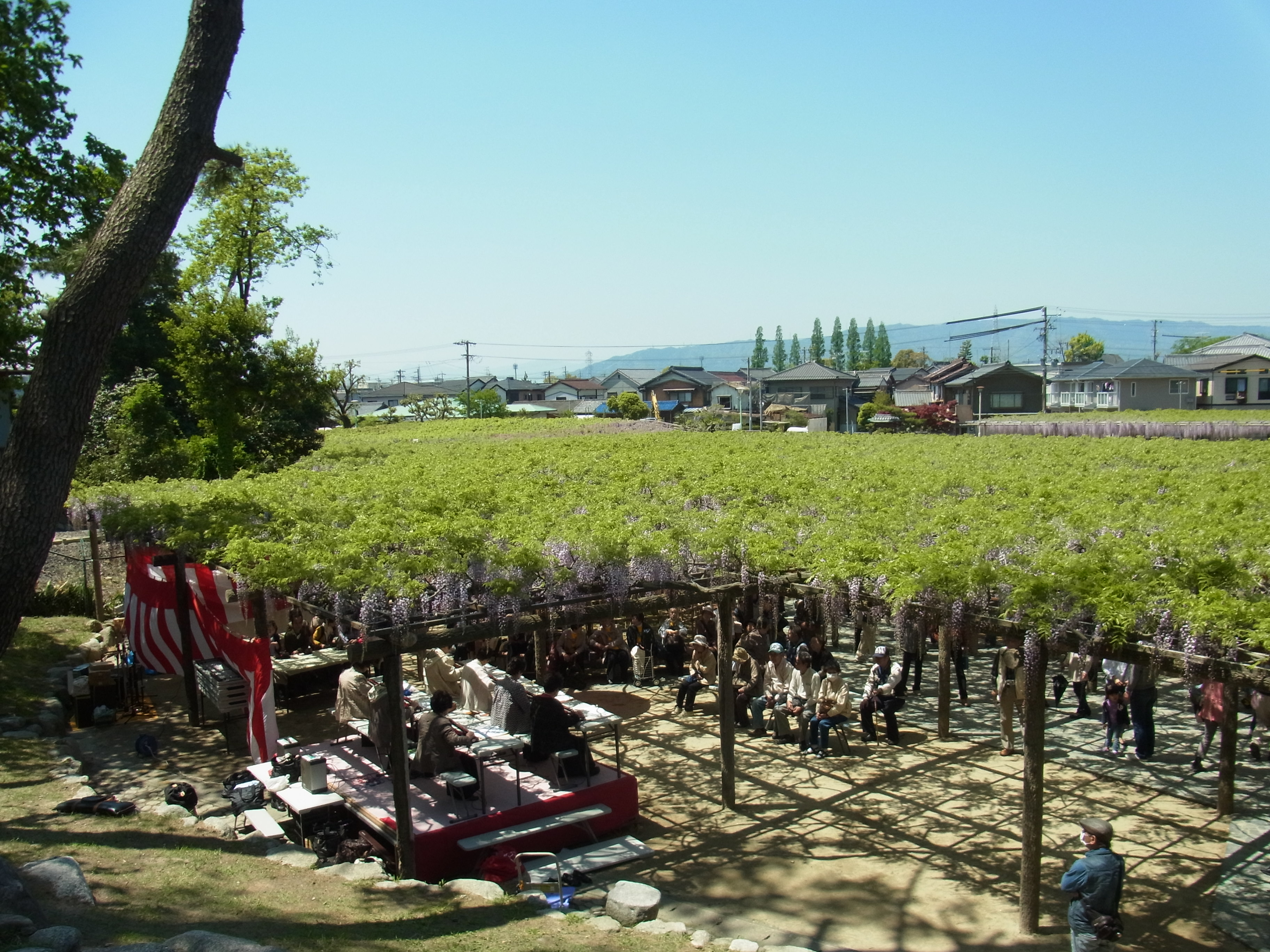
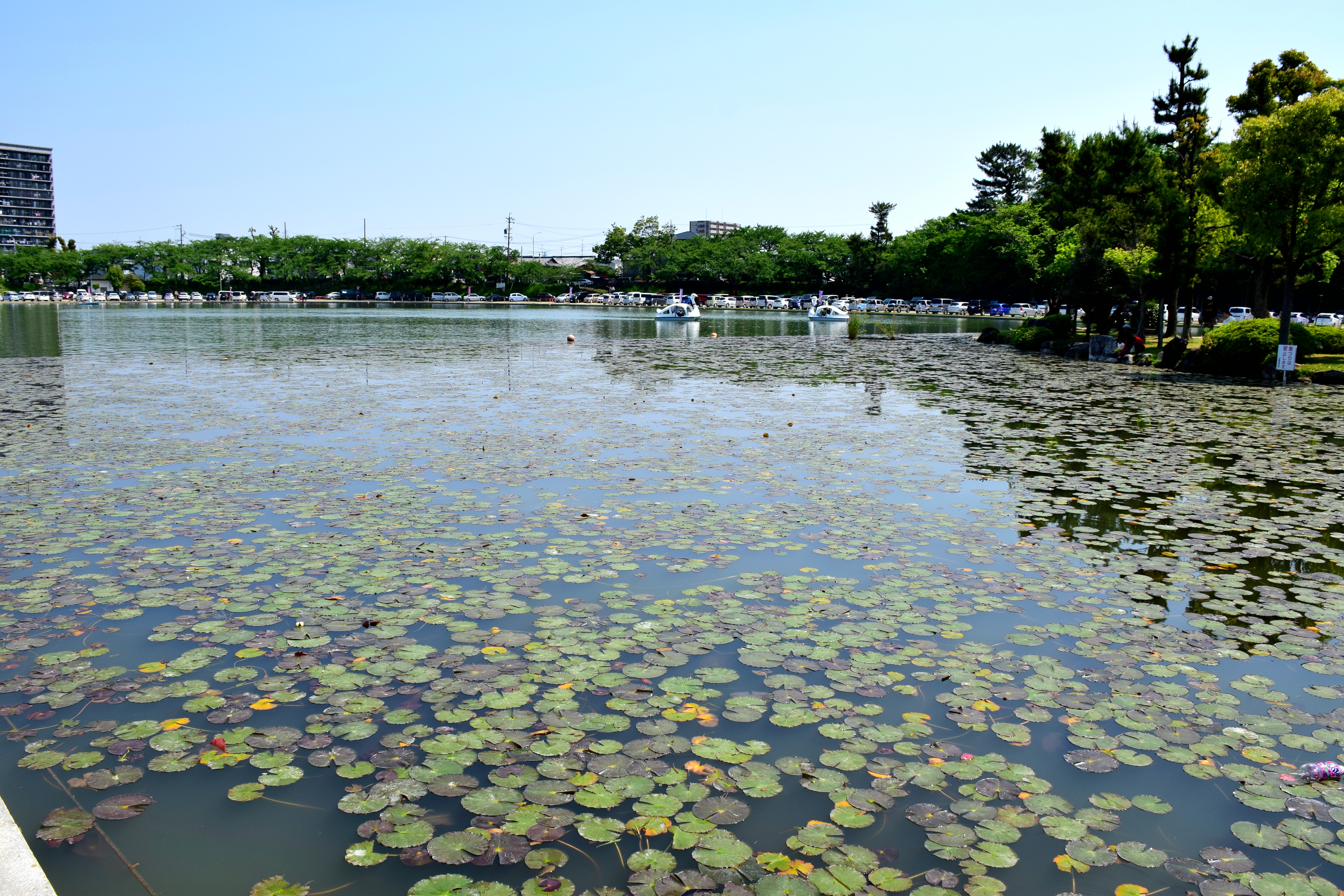